# Філіпп де Вільє де л'Іль-Адам
Філіпп де Вільє де л'Іль-Адам (фр. Philippe de Villiers de L'Isle-Adam; 1464, Бове — 21 серпня 1534, Мальта) — французький дворянин, великий магістр Мальтійського ордену.
Уславився керуванням Ордену під час довгої та кривавої облоги острова Родос військом Сулеймана I Пишного 1522 року, коли 600 лицарів і 4500 грецьких ополченців захищали острів від майже двохсоттисячної армії турків упродовж 6 місяців, завдали туркам великих втрат (30—40 тисяч загиблих), домовились про почесну капітуляцію та відпливли на острів Крит.